# Diana Iljine
Diana Iljine (* 13. září 1964) je ředitelka filmového festivalu Filmfest München. Do této pozice nastoupila v roce 2011, kdy zde nahradila Andrease Ströhla. Narodila se ve Frankfurtu nad Mohanem a studovala komunikační vědy na Mnichovské univerzitě. Již během studia se podílela na produkci několika filmů.